# Qualitätsplanung
Die Qualitätsplanung ist im Qualitätsmanagement von Unternehmen die gedankliche Vorwegnahme der zukünftigen Beschaffenheit, die ein Produkt bzw. eine Dienstleistung benötigt.

## Allgemeines
Die Qualitätsplanung ein wesentlicher Teil des Qualitätsmanagements. Qualitätsplanung ist auch ein Teil der Qualitätssicherung. Die Hauptfunktionen der Qualitätssicherung sind die Qualitätsplanung, Qualitätsprüfung und Qualitätslenkung. Ergebnis der Qualitätsplanung ist ein Prüfplan, aus dem Sollvorgaben für die Qualitätsprüfung hervorgehen. Die Qualitätsprüfung stellt fest, inwieweit die Qualitätsanforderungen an Produkte oder Dienstleistungen erfüllt werden; die Qualitätslenkung gleicht die Prüfergebnisse mit den Sollvorgaben ab.
Nach den Anforderungen der Automobilhersteller bzw. der International Automotive Task Force (IATF) im Rahmen der Norm IATF 16949, der US-amerikanischen QS 9000 und auch gemäß Qualitätsmanagementnorm EN ISO 9000:2015 ist Qualitätsplanung als „Teil des Qualitätsmanagements, der auf das Festlegen der Qualitätsziele und der notwendigen Ausführungsprozesse sowie der zugehörigen Ressourcen zur Erfüllung der Qualitätsziele gerichtet ist“ definiert. Die Instrumente der Qualitätsplanung bestehen aus den entsprechenden Qualitätsmethoden. Eine erfolgreiche Qualitätsplanung setzt voraus, dass geklärt ist, welche Art von Leistungen ein Unternehmen anbieten möchte und welche Kunden mit diesen Leistungen angesprochen werden sollen. Sie ist eng mit der Prüfplanung verbunden.

## APQP
„Advanced Product Quality Planning“ (APQP; Teil der US-amerikanischen QS 9000) ist ein kontinuierliches Projektmanagement für die Produkt- und Qualitätsplanung und für alle Phasen des Produktentstehungsprozesses geeignet.
Ziel ist die Fehlervermeidung mittels einer einheitlichen, produktbezogenen Dokumentationsstruktur/-hierarchie, die dem Anwender (Hersteller) die notwendige Transparenz über das Herstellgeschehen liefert. Dadurch soll die Produktionslenkung vereinfacht werden. Alle projekt- und produktrelevanten Informationen und Dokumente werden zentral geplant, überwacht und verwaltet.

## FMEA
Die Fehlermöglichkeits- und Einfluss-Analyse (FMEA) ist eine strukturierte, systematische Arbeitstechnik, um Fehlerrisiken bereits im Produktentstehungsprozess zu identifizieren.
Ziel ist durch die Planung und Umsetzung geeigneter Maßnahmen Fehlerursachen und damit Fehler zu vermeiden beziehungsweise die Weiterleitung fehlerhafter Teile zu verhindern, wenn die Ursachenbeseitigung deutlich unwirtschaftlicher ist.

## Produktionslenkungsplan
Der Produktionslenkungsplan (englisch control plan, von „to control“, „steuern“) beinhaltet das Gesamtkonzept, das den gesamten internen Herstellungsprozess vom Wareneingang bis zum Versand steuert. Neben allen Herstellvorgängen jeder Komponente wird die dafür verwendete Fertigungsinfrastruktur (Maschinen, Vorrichtungen, Werkzeuge) mit den vorgesehenen Prüfvorgängen (inklusive Produkt- und Prozessmerkmalen) dargestellt. Zu den Prüfvorgängen gehört die Angabe der jeweiligen Prüfmethode, der einzusetzenden Prüfmittel, Prüfhäufigkeit, Toleranzen und Eingriffsgrenzen sowie einzuleitende Gegenmaßnahmen (Reaktionsplan) im Falle einer Abweichung der Produktspezifikation.

## Prüfplan
Auf der Grundlage des erstellten Prozesslenkungsplans werden die Prüfabläufe für die Sicherstellung der Qualität von Zulieferungen und für die Überwachung der Eigenfertigung geplant.